# Ninela Irga-Jaworska
Ninela Aleksandra Irga-Jaworska (ur. 1965) – polska lekarz pediatra, doktor habilitowany nauk medycznych.

## Życiorys
W 1989 r. ukończyła studia lekarskie w Akademii Medycznej w Gdańsku, w 2000 r. obroniła pracę doktorską pt. Ocena efektów leczenia gancyclovirem noworodków i niemowląt z cytomegalią wrodzoną, której promotorem była prof. Anna Balcerska, w 2014 r. habilitowała się na podstawie pracy zatytułowanej Inwazyjne zakażenia grzybicze u dzieci leczonych z powodu schorzeń rozrostowych układu krwiotwórczego i ciężkiej anemii aplastycznej- nowe aspekty diagnostyki i terapii. 
Pracuje na Gdańskim Uniwersytecie Medycznym, oraz należy do Rady Dyscypliny Naukowej – Nauk Medycznych GUMed.

## Odznaczenia
- Srebrny Krzyż Zasługi (2023)[4]